# 1558 en musique classique
| \| • Retour à la chronologie générale de la musique classique • \| |
| Grèce • Rome • Haut Moyen Âge • VIIIe siècle • IXe siècle • Xe siècle • XIe siècle XIIe siècle • XIIIe siècle • XIVe siècle • XVe siècle • XVIe siècle • XVIIe siècle XVIIIe siècle • XIXe siècle • XXe siècle • XXIe siècle |
| • Retour à la chronologie générale de la musique classique • |

| Années en musique classique : 1555 - 1556 - 1557 - 1558 - 1559 - 1560 - 1561    |
| Décennies en musique classique : 1520 - 1530 - 1540 - 1550 - 1560 - 1570 - 1580 |

## Événements

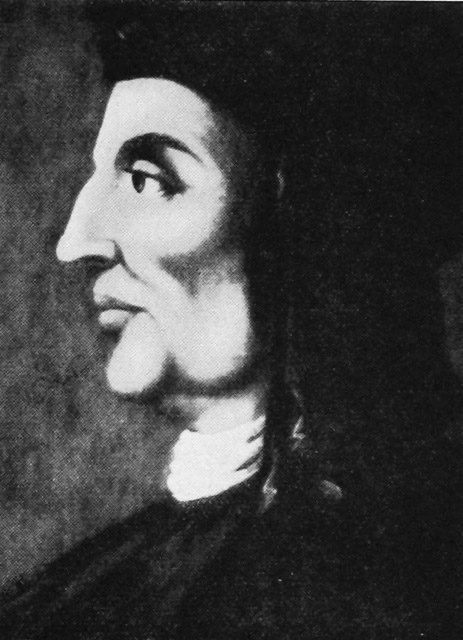
Gioseffo Zarlino

- Istitutioni harmoniche, traité de musique de Gioseffo Zarlino.

## Naissances
- Pedro Bermúdez, compositeur et maître de chapelle espagnol († 1605).
- Ferdinando Richardson, compositeur anglais († 4 juin 1618).

## Décès
- décembre : John Sheppard, organiste et compositeur anglais (° 1515).
- 28 décembre : Hermann Finck, compositeur, organiste et théoricien de la musique allemand (° 1495).

Date indéterminée :
- Hugh Aston, compositeur anglais (° vers 1485).
- Clément Janequin, compositeur français (° vers 1485).